# Xã Plain, Quận Franklin, Ohio
Xã Plain (tiếng Anh: Plain Township) là một xã thuộc quận Franklin, tiểu bang Ohio, Hoa Kỳ. Năm 2010, dân số của xã này là 9.829 người.